# Candida sonorensis
Candida sonorensis är en svampart som först beskrevs av J.H. Mill., Giddens & A.A. Foster, och fick sitt nu gällande namn av S.A. Mey. & Yarrow 1978. Candida sonorensis ingår i släktet Candida, ordningen Saccharomycetales, klassen Saccharomycetes, divisionen sporsäcksvampar och riket svampar.   Inga underarter finns listade i Catalogue of Life.